# Bannalec
Bannalec är en kommun i departementet Finistère i regionen Bretagne i västra Frankrike. Kommunen ligger i kantonen Bannalec som tillhör arrondissementet Quimper. År 2022 hade Bannalec 5 707 invånare.

## Befolkningsutveckling
Antalet invånare i kommunen Bannalec
Referens:INSEE